# هوراشيو بالارد
هوراشيو بالارد هو محامي وسياسي أمريكي، ولد في أغسطس 1803 في هومر في الولايات المتحدة، وتوفي في 8 أكتوبر 1879. نشط حزبياً في الحزب الديمقراطي. وقد انتخب عضو جمعية ولاية نيويورك ‏.